# Württembergische Tss 3
Die Klasse Tss 3 der Königlich Württembergischen Staats-Eisenbahnen (K.W.St.E.) bestand aus vier dreiachsigen Tenderlokomotiven der Spurweite 750 mm, die 1896 für die Zabergäubahn (Lauffen-Leonbronn) und Federseebahn (Schussenried–Buchau–Riedlingen) beschafft wurden. Sie besaßen ein Klose-Triebwerk.

## Geschichte

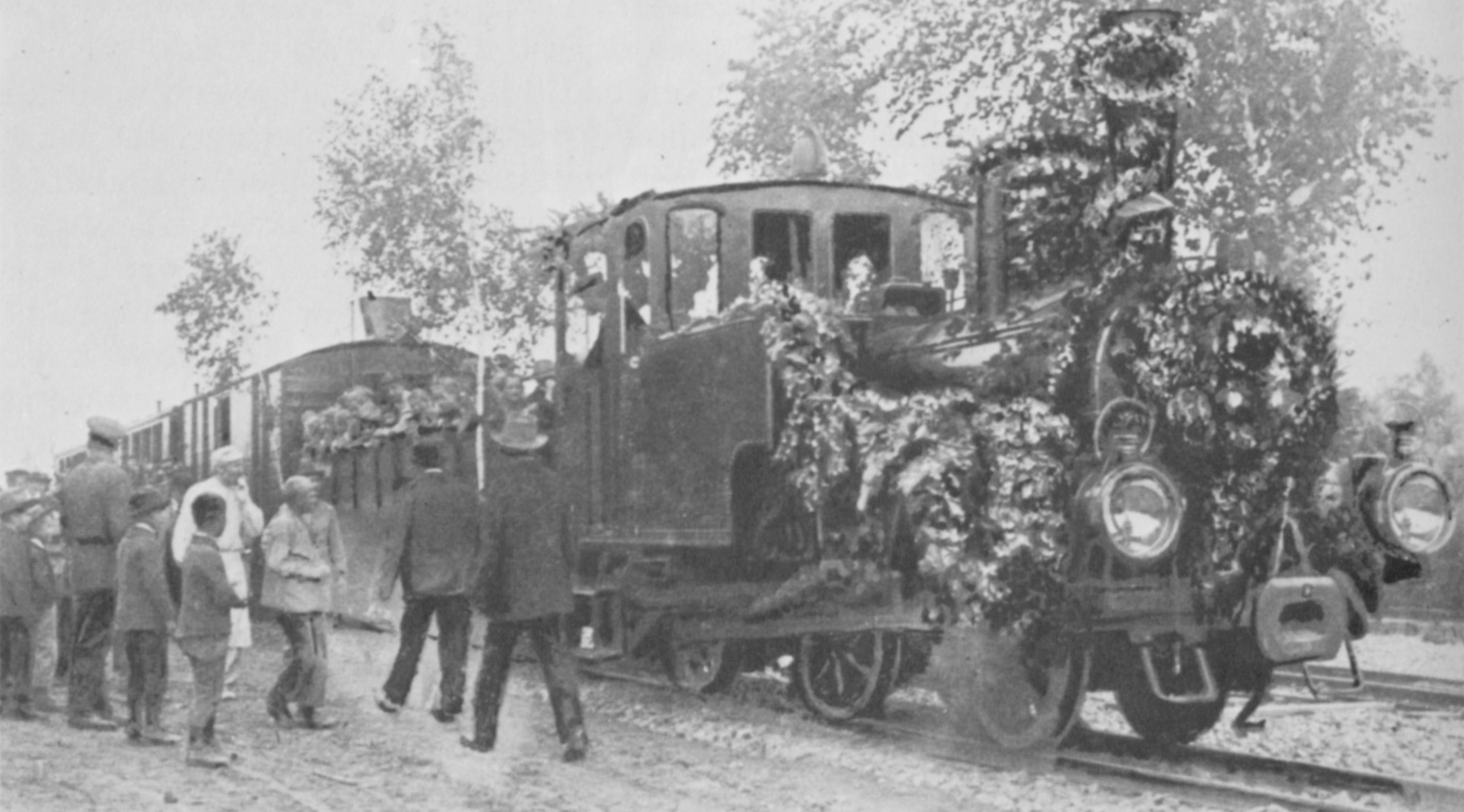
Eine Tss 3 vor dem Eröffnungszug der Zabergäubahn am 27. August 1896 in Brackenheim

Die von Adolf Klose konstruierten Lokomotiven trugen die Bahnnummern 21 bis 24. Hergestellt wurden sie mit den Fabriknummern 2794 bis 2797 von der Maschinenfabrik Esslingen. Vorgesehen waren die Lok Nr. 21 und 22 für die Zabergäubahn, Nr. 23 und 24 für die Federseebahn. Eingesetzt wurden sie meist vor Personenzügen. Es existieren auch Angaben für die Jahre zwischen 1896 und 1901, denen zufolge die Nr. 23 und 24 in Beilstein stationiert waren und auf der Bottwartalbahn gefahren sind.
Ab 1899 erschienen die ersten Tssd, eine Serie von moderneren Mallet-Lokomotiven mit Spurweite 750 mm. Sie haben einen guten Teil der Zugförderung übernommen und wurden weiterhin beschafft. Die K.W.St.E. trennte sich allerdings nicht von der Tss 3, denn die 1920 entstandene Deutsche Reichsbahn sah für sie anfangs noch die Baureihennummern 99 501 bis 504 vor. Die Umzeichnung selbst lässt sich nicht mehr feststellen und erfolgte wahrscheinlich auch nicht mehr. Insgesamt ist über die Einsatzgeschichte der Tss 3 sehr wenig bekannt. Bis spätestens 1927 wurden alle Lokomotiven verschrottet.

## Technik
Die Tss 3 besaß einen genieteten Blechaußenrahmen, der mit Stahlgussquerstreben versteift wurde. Die Steuerung, die Treib- und Kuppelstangen sowie der Längenausgleich des Klose-Triebwerks waren außen angeordnet. Die Zylinder lagen auf dem Umlaufblech neben der Rauchkammer und arbeiteten je auf einen zweiarmigen Hebel (im Werkbild schwarz vor den hellen, parallelogrammartigen Stangen erkennbar), der wiederum auf die zweite, fest im Rahmen gelagerte Treibachse wirkte. Die Kuppelstangen konnten sich durch ihre parallelogrammartige Anordnung den Gleiskurven anpassen. So wurde die erste und letzte Achse auf den Gleisbogenradius eingeschwenkt. Das Klose–Triebwerk war aber in der Konstruktion und Wartung sehr aufwändig.
Die Tss 3 hatte eine Westinghouse-Druckluftbremse für den Zug sowie eine Exter’sche Spindelbremse, welche beidseitig schräg von oben auf die Treibachse arbeitete.
Bei Ablieferung hatten die Loks einen Kobelschornstein als Funkenfänger. Das Führerhaus war ähnlich der längeren, vierachsigen Tss 4.